# Athlītikī Enōsī Kition
Athlītikī Enōsī Kition (in greco Αθλητική Έvωση Κίτιον, Unione atletica Kition), abbreviato AEK e internazionalizzato in AEK Larnaca, è una società polisportiva cipriota di Larnaca la cui sede si trova nel quartiere cittadino di Kathari, corrispondente all'antico insediamento greco di Kition.
La squadra di calcio della polisportiva milita nella prima divisione cipriota.

## Storia
La fondazione risale al 18 luglio 1994, in seguito alla fusione tra due titolate squadre della città, il Pezoporikos Larnaca e l'EPA Larnaca.
Ha vinto due Coppe di Cipro conquistando la prima nel 2004 a scapito dell'AEL Limassol e la seconda nel 2018 con l'Apollōn Limassol. La squadra ha inoltre disputato altre due finali di coppa e due di Supercoppa.
Nel 2008-2009 è arrivata la prima retrocessione dalla massima serie alla seconda divisione.
Nel 2011-2012 è arrivata la prima qualificazione alla fase a gironi della UEFA Europa League.
Nel 2017-2018 vince la sua seconda Coppa di Cipro, battendo in finale l'Apollōn Limassol, per 2-1, al GSP Stadium di Nicosia, davanti a 12.000 spettatori.
Prende parte ai preliminari di UEFA Europa League 2018-2019: la prima squadra che elimina è il Dundalk con un convincente 4-0 in casa dopo un pareggio senza reti in Irlanda. I ciprioti si ripetono di nuovo successivamente contro lo Sturm Graz e vincono entrambi i match, in Austria per 2-0 e in casa con un’altra prova convincente, 5-0 (nel match di andata in trasferta si registra un caso di violenza sull’arbitro: la partita viene sospesa perché una lattina piena di birra lanciata dai tifosi austriaci colpisce in faccia l’arbitro, costringendolo all’abbandono e alla corsa immediata in ospedale). L’ultimo turno li vede davanti ad un lanciatissimo Trenčín, motivato dopo aver eliminato il blasonato Feyenoord, ma i ciprioti sfruttano il fattore campo e, dopo un pareggio in Slovacchia, regnano per 3-0 al ritorno. La squadra giunge alla fase a gironi e viene inserita in quello A assieme a Bayer Leverkusen, FC Zurich e Ludogorets Razgrad, ma qui accumula solo 5 punti, non sufficienti per qualificarsi alla fase successiva.
Nella stagione 2021-2022 si piazza al 2º posto in campionato qualificandosi per la Champions League per la prima volta nella sua storia.
Nella competizione europea ha di fronte i forti danesi del Midtjylland. All'andata, dopo essere passati in vantaggio, gli avversari segnano e la partita di conclude 1-1; al ritorno dopo soli 9 minuti i ciprioti vanno in vantaggio ma al 12° vengono ripresi e il risultato non si sblocca più. Ai rigori perderanno 3-4 e verranno eliminati a testa alta e pareggiando entrambe le partite.

## Palmarès

### Competizioni nazionali
- Coppa di Cipro: 3

2003-2004, 2017-2018, 2024-2025
- Supercoppa di Cipro: 1

2018

### Altri piazzamenti
- Campionato cipriota:

Secondo posto: 2015-2016, 2016-2017, 2018-2019, 2021-2022, 2023-2024
Terzo posto: 2022-2023
- Coppa di Cipro:

Finalista: 1995-1996, 2005-2006
Semifinalista: 1996-1997, 1999-2000, 2006-2007, 2011-2012, 2012-2013, 2014-2015, 2015-2016, 2021-2022
- Supercoppa di Cipro:

Finalista: 2004
- B' Katīgoria:

Secondo posto: 2009-2010

## Statistiche e record

### Statistiche nelle competizioni UEFA
Tabella aggiornata alla fine della stagione 2023-2024.
| Competizione                  | Partecipazioni | G  | V  | N  | P  | RF | RS |
| ----------------------------- | -------------- | -- | -- | -- | -- | -- | -- |
| UEFA Champions League         | 1              | 2  | 0  | 2  | 0  | 2  | 2  |
| Coppa delle Coppe             | 1              | 4  | 1  | 1  | 2  | 5  | 3  |
| Coppa UEFA/UEFA Europa League | 8              | 64 | 28 | 15 | 20 | 94 | 65 |
| UEFA Conference League        | 2              | 8  | 2  | 3  | 3  | 6  | 11 |

## Giocatori
Kōnstantinos Mīna ha militato nella società per 12 anni consecutivamente dal 1998 al 2009, anno del suo ritiro.

## Organico

### Rosa 2025-2026
Aggiornata al 12 luglio 2025.
| N. |                                 | Ruolo | Calciatore        |
| -- | ------------------------------- | ----- | ----------------- |
| 1  | Germania (bandiera)             | P     | Zlatan Alomerović |
| 2  | Cipro (bandiera)                | D     | Petros Iōannou    |
| 4  | Spagna (bandiera)               | D     | Enric Saborit     |
| 6  | Spagna (bandiera)               | C     | Jimmy Suárez      |
| 7  | Portogallo (bandiera)           | C     | Gus Ledes         |
| 8  | Svezia (bandiera)               | C     | Marcus Rohdén     |
| 9  | Serbia (bandiera)               | A     | Đorđe Ivanović    |
| 10 | Spagna (bandiera)               | A     | Waldo Rubio       |
| 14 | Spagna (bandiera)               | D     | Ángel García      |
| 15 | Bosnia ed Erzegovina (bandiera) | D     | Hrvoje Miličević  |
| 17 | Spagna (bandiera)               | C     | Pere Pons         |
| 18 | Venezuela (bandiera)            | A     | Yerson Chacón     |
| 19 | Polonia (bandiera)              | A     | Karol Angielski   |
| 22 | Nigeria (bandiera)              | D     | Godswill Ekpolo   |
| 24 | Paesi Bassi (bandiera)          | D     | Danny Henriques   |

| N. |                      | Ruolo | Calciatore                  |
| -- | -------------------- | ----- | --------------------------- |
| 27 | Francia (bandiera)   | D     | Valentin Roberge            |
| 29 | Cipro (bandiera)     | C     | Giōrgos Naoum               |
| 30 | Argentina (bandiera) | A     | Enzo Cabrera                |
| 34 | Cipro (bandiera)     | D     | Marios Praxitelous Al-Herek |
| 35 | Cipro (bandiera)     | C     | Christodoulos Thōma         |
| 36 | Cipro (bandiera)     | A     | Christos Loukaidīs          |
| 39 | Cipro (bandiera)     | A     | Petros Iōannou              |
| 41 | Venezuela (bandiera) | A     | Mathias Gonzalez            |
| 42 | Cipro (bandiera)     | D     | Maximos Petousīs            |
| 44 | Cipro (bandiera)     | C     | Kōnstantinos Evripidou      |
| 51 | Cipro (bandiera)     | P     | Andreas Paraskevas          |
| 89 | Spagna (bandiera)    | D     | Jorge Miramón               |
| 93 | Francia (bandiera)   | D     | Jérémie Gnali               |
| 99 | Cipro (bandiera)     | P     | Dīmītrios Dīmītriou         |

## Rose delle stagioni precedenti
- 2022-2023
- 2021-2022
- 2020-2021
- 2012-2013

## Altre sezioni

### Pallavolo femminile

#### Palmarès
- Campionato: 1

2007
- Coppa: 1

2007
- Supercoppa: 1

2001